# Hartvig Krummedike
Hartvig Krummedike auch Hartwich Krummedyck (* um 1400; † 1476 oder 1477 in der Festung Akershus) war ein norwegischer Reichsrat und Reichshofmeister.

## Leben
Seine Eltern waren der dänische Reichshofmeister Erik Segebodssøn Krummedike († 1439) und dessen Frau Beate von Thienen. In erster Ehe war er verheiratet mit Katarina Buck, Tochter von Markvard Buck und dessen Frau Sigrid Galle; in zweiter Ehe heiratete er Karen Andersdatter Hak, in dritter Ehe Anne Henriksdatter.

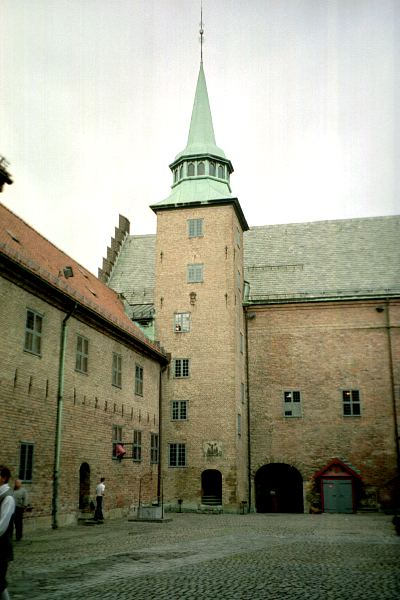
Festung Akershus

Die Heimat des Adelsgeschlechtes der Krummedike war Holstein. Die Burg Krummedick lag bei Itzehoe. Hartvik Krummedike wird zuerst in dänischen Quellen von 1430 genannt. Das hohe Ansehen seines Vaters bei König Erich dem Pommern führte dazu, dass er noch in den 1430er Jahren Lista als Lehen in Norwegen erhielt. Durch seine Ehe mit Katarina Buck Anfang der 1440er Jahre wurde er einer der reichsten Adligen Norwegens. Er bekam große Ländereien in Vestfold und in Vestlandet. Sein Grundbesitzverzeichnis ist das einzige Adelsgüterverzeichnis in Norwegen, das aus dem 15. Jahrhundert überliefert ist. Er kaufte laufend Ländereien auf, besaß um die 240 Höfe und stiftete auch Ländereien an das Kloster Hovedøya für eine Grabesstelle und an die Domkirche von Oslo für die Errichtung eines Altars. Die Pestepidemien in Norwegen mögen diese Ankäufe erleichtert haben. Der Sekretär der Lübecker Bergenfahrer Christian von Geren mit geistlicher Ausbildung und seit 1449/1450 Sekretär des hanseatischen Kontors auf Bryggen in Bergen, hat eine verhältnismäßig umfassende Chronik hinterlassen. Für die 1450er und 1460er Jahre schrieb er über die Pest: 

„Anno 51 [1451] was grote pstilencie to Lubeke; anno 52 to Bergen, da storven 200 Dudessche in 1/2 jare; ok annao 59 to Bergen. Unde to Lubeke was pestilencie anno 64 …“

 In Dänemark besaß er einige Höfe auf Fünen, wahrscheinlich von seinem Vater her. Seine Frau und deren Kinder starben. Er heiratete dann noch zweimal dänische Adlige. Seinen einzigen überlebenden Sohn Henrik bekam er um 1463 mit Karen Hak.
Durch seine Ehe mit der Norwegerin Katarina Buck erhielt er den Status eines Norwegers. Sein Lehen und sein Adel führten dazu, dass er bald in den norwegischen Reichsrat aufgenommen wurde. Anlässlich der Krönung von Christoffer von Baiern zum König wurde er 1442 zum Ritter geschlagen und erhielt Hardanger als Lehen. Auf Grund seiner Loyalität zum König wurde er 1445 Festungskommandant der Festung Akershus samt deren Lehnsausstattung und Skien. Dies gab ihm eine entscheidende Machtposition nach dem Tod König Christoffers 1448. Die norwegische Aristokratie hatte sich nun zweigeteilt. Der eine Teil unterstützte unter Führung Hartvig Krummedikes und auch des dänischen Bischofs von Oslo Jens Jakobsson die Kandidatur Christians I., weil man die Personalunion mit Dänemark und Schweden aufrechterhalten wollte. Der andere Teil unter Aslak Bolt bevorzugte eine Personalunion mit dem schwedischen König Karl Knutsson. Hartvig Krummedike konnte in diesem Konflikt den Norwegern ein Wahlkönigtum und eine erste norwegische Wahlkapitulation, die die politischen Rechte der norwegischen Elite aufrechterhielt, anbieten, was dazu führte, dass er die Mehrheit hinter sich vereinen konnte. Auch Karl Knutsson hatte eine Wahlkapitulation entworfen, doch diese berücksichtigte mehr die Privilegien der Kirche. Das gab dem norwegischen Reich unter dänischer Herrschaft eine neue staatsrechtliche Grundlage, die man „Reichsrats-Konstationalismus“ nennt und die Grundlage für das norwegische Staatsrecht von 1449 bis 1536 bildete. Hartvig Krummedike spielte daher eine entscheidende Rolle bei der Fortsetzung der Personalunion mit Dänemark.
Aber nun bekam Hartvig Krummedike Feinde in einflussreichen Kreisen, insbesondere in der Spitze der norwegischen Kirche. Hinzu kam, dass er wohl in die Ermordung eines seiner erbittertsten Hauptgegner, des Ritters Erik Sæmundsson, verwickelt war, der der Schwiegervater von Jöns Knutsson war. Dessen Bruder Alv Knutsson hatte 1460 den Vogt Krummedikes in Hedmark ermorden lassen. Vermittlungsversuche König Christians blieben erfolglos. Diese erbitterte Feindschaft setzte sich in der nächsten Generation zwischen dem Sohn Krummedikes Erik und Alv Kutssons Sohn Knut fort. Erik Sæmundsson scheint der Anführer einer Belagerung der Festung von Akershus gewesen zu sein.
Hartvig Krummedike nahm zwar an den Krönungsfeierlichkeiten für Christian I. 1450 in Nidaros teil, nicht aber an den Verhandlungen und am Abschluss des Unionsvertrages zwischen dem norwegischen und dem dänischen Reichsrat, möglicherweise auf Grund des Spannungsverhältnisses zu einem Teil des norwegischen Reichsrates. Nachdem seine Truppen im Frühjahr 1453 schwedische Truppen, die den Bischofssitz von Hamar eingenommen hatten, vertrieben hatten, wuchs der Konflikt mit der Kirche, weil er die Gelegenheit benutzte, die Ländereien des Bischofssitzes bis in den Herbst hinein zu beschlagnahmen, bis die Pacht bezahlt wurde. Erst im Dezember zog er sich zurück, nachdem der König einen Vergleich mit dem Bischof von Hamar vermittelt hatte. Im gleichen Jahr erhielt er den prestigeträchtigen Titel „Reichshofmeister“. Er war auf dem Höhepunkt seiner Macht.
Auf Druck seiner Feinde fiel er 1458 bei König Christian in Ungnade. Er wurde als Burghauptmann von Akershus und als Reichshofmeister abgesetzt, verlor alle seine Lehen und musste dem König 800 lübische Mark bezahlen. Einige Jahre später erhielt er die Gnade des Königs zurück und wurde wieder Burghauptmann in Akershus. Dies blieb er auch bis zu seinem Tod 1476/1477. Er scheint danach nicht mehr politisch in Erscheinung getreten zu sein.